# 德魯日巴 (大皮薩里夫卡區)
50°29′24″N 35°20′26″E / 50.49000°N 35.34056°E
德魯日巴（烏克蘭語：Дружба）是位於烏克蘭東北部的村莊，由蘇梅州奥赫蒂尔卡区的大皮薩里夫卡市鎮負責管轄。該村處於沃爾斯克拉河左岸，分別距離舒羅韋1公里和波日尼亞1.5公里，海拔高度122米，2001年人口30。